# Rue Louis-Blanc (Nantes)
Pour les articles homonymes, voir rue Louis-Blanc, Louis Blanc (homonymie) et Blanc (homonymie).
La rue Louis-Blanc est une voie publique de Nantes, en France.

## Situation et accès
Située dans le quartier de l'île de Nantes, cette artère rectiligne, bitumée et ouverte à circulation routière, relie le pont Haudaudine à la place de la République, et n'est traversée, à mi-parcours, que par la rue la Tour-d'Auvergne.

## Origine du nom
Elle rend hommage à Louis Blanc, journaliste et historien, ancien membre du gouvernement provisoire de 1848.

## Historique

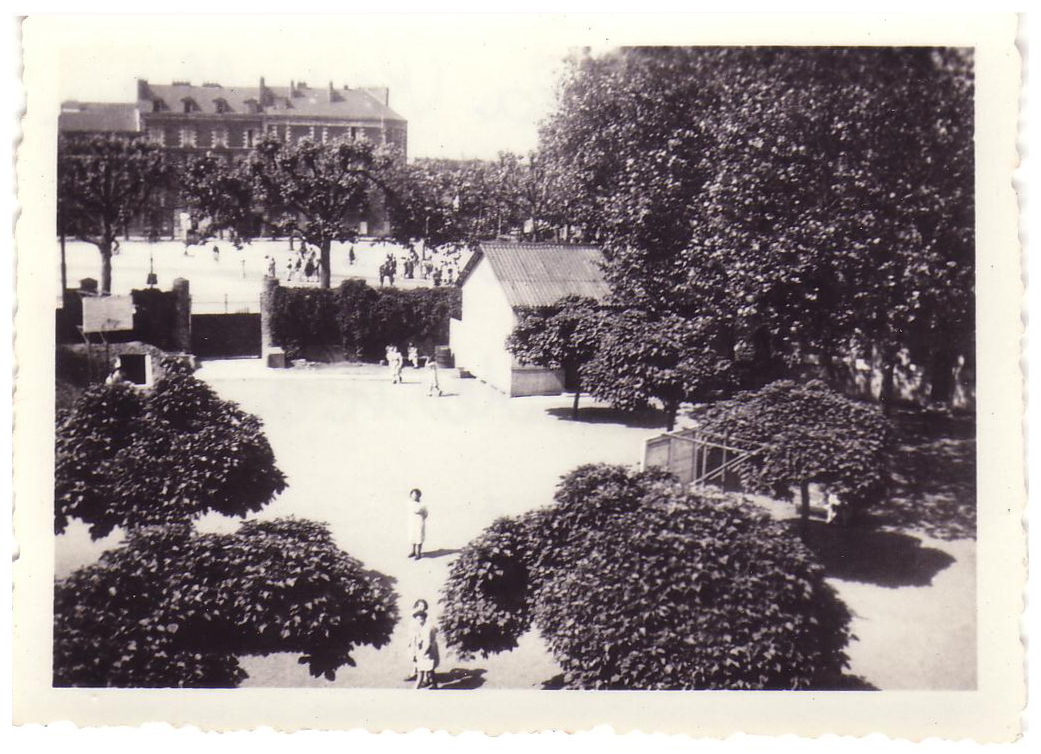
Vue de la place depuis l'école primaire supérieure de jeunes filles (1941)

L'aménagement de la rue fut décidée en 1853-1854, afin que celle-ci puisse assurer la desserte nord-sud du nouveau quartier en construction sur l'île de la Prairie-au-Duc, depuis le pont Haudaudine (communiquant avec le centre-ville et la place du Commerce via la rue Haudaudine - actuelle rue Gaston-Veil) jusqu'à la future place de la République qui allait être créée quelques années plus tard.
Elle est d'abord baptisée dans les années 1850 du nom non officiel de « rue du Nouveau Pont » en référence au nouveau pont Haudaudine construit à la même époque. Puis, par arrêté du maire du 18 décembre 1882, on lui attribue son nom actuel. 
Au sud-est de la rue se trouvait « l'institution de garçons de la Madeleine », du nom de l'ancienne église qui se trouvait à côté. Cette institution est désaffectée lorsqu'en mai 1914 le préfet propose à la municipalité d'y ouvrir une école pour filles, celles situées rue de la Prairie-d'Aval et rue Émile-Péhant étant saturées. Lorsque l'école ouvre, en octobre 1914, elle accueille une classe pour jeunes enfants, avec beaucoup de garçons. C'est sur la base de cette école que sera créé le collège Aristide-Briand.

## Bâtiments remarquables et lieux de mémoire
- Au no 19 se trouve l'entrée du collège Aristide-Briand, ancienne « école primaire supérieure de jeunes filles », et qui, avec près de 450 élèves, est le seul collège d'enseignement public sur l'Île de Nantes[4],[5].